# Рябиновая ночь
Рябиновая (воробьи́ная) ночь ― у восточных славян название ночи с сильной грозой или зарницами. Считалась временем разгула нечистой силы.

## Происхождение выражения

Ночная гроза

Выражения известны в русском, украинском и белорусском литературных языках и диалектах: рус. воробьи́ная ночь, укр. гороби́на ніч, бел. рабінавая ноч. Оба названия, вероятно, восходят через серию фонетических трансформаций и народно-этимологических сближений к единой праформе рябинная ночь, зафиксированной в древнерусском языке начиная с XV века.
Первоначальная форма сочетания ― рябинная ночь, то есть «рябая, пёстрая ночь», — ночь с молниями, с ветром, грозой. Рябая, подобно воробью, ночь, когда темнота перемежается зарницами и сполохами. В эти ночи воробьи вылетают из гнёзд, тревожно чирикают, беспокойно собираются в стайки и т. д. На основе выражения рябинная ночь позже, в результате этимологического перерождения, получился речевой оборот рябиновая ночь, а затем и воробьиная ночь. В украинском языке, например, выражение горобина ніч означает не только «воробьиный», но и «рябиновый».
Впервые понятие рябинная ночь встречается в летописи при описании битвы между дружинами Ярослава Мудрого и его брата Мстислава Храброго (1024): «И бывши нощи рябинной, бысть тма и гром бываше и молния и дождь… И бысть сеча зла и страшна, яко посветяаше моления, тако блещашеся оружие их, и еликоже молния осветяше, толико мечи ведяху, и тако друг друга секаше, и бе гроза велика и сеча силна».
Предположение о данном выражении высказал член-корреспондент РАН Ф. П. Филин: оно, бытующее и ныне в смоленских и белорусских говорах, попало в киевское койне из кривичских земель. А. М. Финкель связал его с со словом рябой.
В украинском языке выражение горобина ніч связывается с возбуждением воробьёв во время грозы: «В продолжение лета бывает несколько бурных ночей, с градом, ливнем и грозою, и эти-то ночи называются воробьиными. Ливень бывает силён до такой степени, что выгоняет воробьёв из их убежищ, и бедняжки летают целую ночь, жалобно чиликая» («Словарь малорусского наречия, составленный А. Афанасьевым-Чужбинским», СПб., 1855). Константин Паустовский в повести «Героический юго-восток» (1956) пишет: «— Знаете, как называются такие ночи с беспрерывной молнией? — Нет, — ответила Клава. — Воробьиные. Потому что от ярких вспышек воробьи просыпаются, начинают метаться в воздухе, а потом, когда молнии гаснут, разбиваются в темноте о деревья и стены».
Польский этнограф Чеслав Петкевич пишет в очерке о белорусском Полесье: «Рабок (воробей) есть героем всем известной рябиновой ночи, во время которой буря рассеивает воробьёв. Рябиновая ночь бывает меж пречистыми (вторая половина августа ― первая неделя сентября). Громы бьют один за другом, страшенный ливень льёт… а молния блись да блись, кажется, что весь мир горит. В эту ночи воробьи так поразлетаются…, что уже так и живут по одному. Поэтому ночь зовётся рябиновой».
Не исключено, что выражение рябиновая ночь также может быть связано с образом рябины. Действительно, такие ночи бывают в пору цветения рябины и созревания её ягод.

## Время Рябиновой ночи
В разных местах время рябиновой ночи определяется неодинаково. В Центральной России это время, когда цветёт рябина или период с 19 по 22 июня, когда наступает самая большая долгота дня — 17 часов 37 минут, а ночь длится 6 часов 23 минуты. Старые смоленские и белорусские поверья говорят, что рябиновая ночь наступает около Успенья (15 августа по старому стилю, 28-го по н. ст.) или между Ильиным днём и Рождеством Богородицы (8 сентября по старому стилю). Строго определённого времени таких ночей нет: в одних местах их 1-3 в году, в других 5-7 — в зависимости от местности и особенностей природы. На Киевщине и Житомирщине, например, это была ночь накануне Ивана Купалы или Петрова дня, в некоторых местах крестьяне считали, что это время, когда «зацветёт папоротник». Также рябиновой ночью зачастую называют обычную ночь с сильными грозами, зарницами.

## Рябиновая ночь как мистическое явление
На юге России и Украине осмысление рябиновой ночи происходило на основе народной этимологии, связывающей ночь с воробьями, откуда и наименование воробьиная. На Украине такой ночью считали ночь на 1 сентября (день Симеона Столпника), когда «чёрт меряет воробьёв». Они сбиваются в большие стаи в одно место, и там черти отмеряют их четвериками, подгребая к себе, и высыпают в пекло. Кто не вошёл в меру ― тех отпускают. Наказание такое воробьям за то, что они подносили гвозди, когда распинали Спасителя. За то же у них и лапки «связаны верёвочкой», потому-то воробьи и не ходят, а подскакивают. В Белоруссии рябиновая ночь считалась, с одной стороны, порой разгула всяческой нечисти, а с другой — временем, когда гром и молния убивают злых «чаровников» и нечистую силу. На протяжении всей рябиновой ночи небо сотрясает гром, сверкают молнии, льёт проливной дождь, дует страшный ветер, взвиваются вихри. Испуганные воробьи начинают судорожно взлетать, ударяясь о деревья и падая наземь. Согласно народным поверьям, в эту ночь из ада на свет выходили все злые силы, которые якобы справляли свой главный годовой праздник. По одним мнениям, в рябиновую ночь разная нечисть пугала крещёных людей, по другим — наоборот, все стихии природы объединялись, чтобы уничтожить нечистую силу, что расплодилась после Купалья за лето. Каждый убитый или покалеченный в эту ночь молнией считался чёрным колдуном. Чтобы молнии не сожгли дом или другие постройки, в рябиновую ночь вывешивали своеобразный оберег ― грязную пасхальную скатерть, в некоторых местах под крышу привязывали красные нитки. На Полесье верили, что от сильной бури в эту ночь рябчики разлетались по всему лесу и до самого токования жили по одному. Предполагалось, что гроза в рябиновую ночь нужна для дозревания ягод на рябине; если же ягода не поспела ― ждали дождливого конца лета и холодной осени.

## Рябиновая ночь в литературе и искусстве
Образ рябиновой (воробьиной) ночи отражён в повестях Я. Барщевского «Шляхтич Завальня», И. С. Тургенева «Первая любовь», А. М. Ремизова «Воробьиная ночь», А. С. Серафимовича «Воробьиная ночь», К. Г. Паустовского «Героический юго-восток», В. А. Каверина «Воробьиная ночь», В. Д. Морякова «Рябиновая ночь» и других. Рябиновая (воробьиная) ночь присутствует в пьесах Т. Мициньского «Рябиновая ночь», Т. Г. Габбе «Авдотья Рязаночка», А. А. Дударева «Воробьиная ночь».
Художественный фильм «Рябиновые ночи» (1984) поставлен на Свердловской киностудии режиссёром Виктором Кобзевым.
Многочисленные стихи и песни с названиями Рябиновая ночь, Воробьиная ночь созданы на русском, украинском и белорусском языках. Например, чрезвычайно популярна на Украине «Горобина ніч» композитора Олега Макаревича на стихи Лилии Золотоноши, исполняемая Оксаной Билозир: «Не в тому річ, не в тому річ, що горобина плаче ніч…».
На тему Рябиновой ночи написаны картины художников Н. Ермакова, Г. Ващенко, О. Гуренкова.